# Tommaso Avezzano Comes
Tommaso Avezzano Comes (Monopoli, 16 agosto 1921 – 16 febbraio 1994) è stato un politico italiano.

## Biografia
Si iscrive da giovane all'Accademia Militare di Modena e consegue il grado di Sottotenente di Fanteria. Combattente, invalido di guerra, viene insignito del titolo di Ufficiale del Ruolo d'Onore e decorato con la Medaglia di Bronzo al Valore Militare. Nel 1945 si iscrive al Partito Socialista con il quale 20 anni dopo viene eletto nel Consiglio Provinciale di Bari. Nel 1968 viene eletto Senatore della Repubblica e riconfermato nelle elezioni del 1972. È stato anche Vice-Presidente della Commissione Senatoriale dei Lavori Pubblici, Trasporti, Poste e Telecomunicazioni e Marina Mercantile per entrambe le legislature e relatore di maggioranza della Legge n° 865 sulla Riforma della Casa e della Legge per una nuova politica delle telecomunicazioni. Conclude il proprio mandato parlamentare nel 1976.
È stato anche membro aggiunto della Corte Costituzionale, consigliere Comunale a Monopoli dal 1980 al 1984 e componente del comitato di gestione della U.S.L. BA/16 dal 1980 al 1984.